# Bohain-en-Vermandois
Bohain-en-Vernandois là một xã ở tỉnh Aisne, vùng Hauts-de-France thuộc miền bắc nước Pháp.